# Illa Sturge
L'illa Sturge és una de les tres illes principals de les deshabitades illes Balleny, a l'oceà Antàrtic. Es troba 25 quilòmetres al sud-est de l'illa Buckle i 95 quilòmetres al nord-est del cap Belousov, a la terra ferma de l'Antàrtida. Fa uns 37 quilòmetres de llarg per 9 d'ample. La seva superfície és de 437.2 km².
Té un origen volcànic. El punt més alt és l'estratovolcà Brown Peak, que s'eleva fins als 1.705 o 1.524 msnm segons les fonts.
L'illa va rebre el nom en honor de Thomas Sturge, un dels mercaders londinencs que van finançar l'expedició liderada per John Balleny.
L'illa és reclamada per Nova Zelanda com a part de la Dependència de Ross, però la reclamació està subjecta a les disposicions del Tractat Antàrtic.